# Alessandro Sappa de' Milanesi
Alessandro Sappa de' Milanesi, né le 19 octobre 1717 à Alexandrie et mort dans cette même ville le 13 mars 1783, est un littérateur italien.

## Biographie
Alessandro Sappa de’ Milanesi naquit le 19 octobre 1717, à Alexandrie, en Piémont, d’une famille très-ancienne. Plusieurs de ses ancêtres s’étaient distingués dans les armes et les hauts emplois de la magistrature. Admis au collège des jésuites de Parme, il y eut pour professeur de belles-lettres le prédicateur Giovanni Granelli. Il y étudia aussi la jurisprudence et surtout les mathématiques, qu’il aima toujours de préférence. Rentré dans sa famille, il s’adonna à la poésie et publia sur la mort de Élisabeth-Thérèse de Lorraine, reine de Sardaigne, plusieurs pièces de vers, qui le firent admettre, sous le nom d’Eumaro Marateo, à l’Académie d'Arcadie de Rome et dans celle des Immobili de sa patrie. Le roi Charles-Emmanuel III le nomma réformateur des études des provinces d’Alexandrie et de la Lomelline, charge gratuite qui lui donnait l’inspection de l’enseignement, qu’il exerça pendant vingt-huit ans et ne quitta que lorsqu’il fut fait majordome. Il composa beaucoup de poésies religieuses. Il aurait pu égaler les meilleurs modèles s’il eût voulu mettre un frein à son imagination, comme il a fait dans quelques-uns de ses sonnets, parmi lesquels on distingue ceux qu’il publia sur la mort de son épouse et sur la paix de 1762. Il s’attachait à rendre son style plus touchant que hardi, disant qu’un poète doit surtout exprimer les sentiments du cœur ; il en résultait un genre de poésie qui, au premier abord, paraît froid, mais qui est plein de délicatesse et des meilleurs sentiments. Il donna un petit poème en quatre chants, intitulé le Pèlerin heureux, et dont le sujet est un homme très-pieux qui va en Palestine visiter les lieux saints. Ce poème fut imprimé à Turin, puis à Alexandrie et dans le recueil des œuvres de l’auteur. Il ne chanta jamais l’amour, si ce n’est pour son épouse, et, dans les sonnets qu’il composa pour elle, il a prouvé ce qu’il aurait pu faire dans ce genre. Il avait d’abord voulu vivre dans le célibat et renoncer à ses droits d’aînesse en faveur de son frère ; mais, celui-ci ayant refusé, Alessandro, pressé par sa famille, épousa la fille du marquis Gozzani de St-Georges, dont il eut beaucoup d’enfants. Il mourut le 13 mars 1783. Sa nécrologie fut imprimée dans le n° 42 de l’Anthologie de Rome, où, après un éloge mérité de ses vertus et de son savoir, on donne une notice de ses ouvrages. Sa patrie honora sa mémoire par une inscription sur marbre qui se conserve dans la salle de l’hôtel de ville ; l’Académie des Immobili le célébra également dans une séance solennelle. Le tout a été imprimé en un volume, à Alexandrie, 1783.

## Œuvres
On a fait quatre éditions des poésies d’Alexandre Sappa :
- Rime del sig. cav. D. Alessandro Sappa, patrizio Alessandrino ed accademico Immobili, con l’aggiunta in fine di alcune poesie d’altri membri de la stessa Accademia, Alexandrie, 1772, 2 vol. in-8° ;
- Rime, arricchite del di lui elogio e di note da un accademico Immobile, dédiées au roi Victor-Amédée III, Alexandrie. 1787, 2 vol. in-4°, avec portrait de l’auteur ;
- Rime scelte, Gênes, 1788, 1 vol. in-8° ;
- Poesie scelte, Pavie, 1795, 1 vol. in-8°.